# Chris Childs
Chris Childs (Bakersfield, California, Estados Unidos; 20 de noviembre de 1967) es un exjugador de baloncesto estadounidense. Comenzó a despuntar en el equipo de baloncesto del Instituto Foothill High School.

## Trayectoria deportiva
Este base de 1.91 fue estrella en la Universidad Estatal de Boise a finales de los 80, Childs no fue elegido en el draft de 1989 por lo que comenzó su carrera profesional en la Continental Basketball Association. Childs jugó para cinco equipos distintos en sus tres primeras temporadas en la liga, pero encontró su hogar en los Quad City Thunder, con quien ganó un título de liga y fue nombrado MVP después de promediar 17.9 puntos y 7.6 asistencias. Su éxito le dio un billete hacia la NBA, firmando con los New Jersey Nets antes de comenzar la temporada 1994-95. Childs formó parte de los Nets durante sus dos primeras temporadas, promediando los mejores números de su carrera (12.8 puntos por partido en la temporada 1995-96).
Sin embargo, Childs sería quizás más recordado por su etapa de cinco años (1996-2001) en los New York Knicks, que potenciarían su faceta defensiva y mejorarían su tiro desde la línea de tres, durante sus constantes clasificaciones para los Playoffs. Lideró al equipo en asistencias (6.1 por partido) como titular en la temporada 1996-97 y desde el banquillo en los siguientes cuatro años con el equipo. Una figura visible en los medios de Nueva York, además representó a los Knicks en la temporada 1998-99 en el NBA All-Interview Team y ganó el premio "Good Guy Award 2000" que le entregó la Asociación de Prensa y Fotógrafos de Nueva York por su aportación a programas de caridad de baloncesto para jóvenes.
En 2001, Childs fue traspasado a los Toronto Raptors por Mark Jackson y Muggsy Bogues, con quienes jugó durante una temporada y media antes de volver a los Nets en 2002. Sin embargo, su segunda etapa por los Nets fue desastrosa, al ser suspendido por el equipo debido al sobrepeso y a la falta de forma que presentaba al principio de la temporada. Después de veinte partidos en los que sólo promedió 1.3 puntos, prescindieron de él y vio como su carrera NBA tocaba a su fin.
En 2002, Childs apareció en las noticias al haber sido víctima de un robo en un pub de Manhattan cuyo propietario era Sean "P. Diddy" Combs. Childs declaró que había perdido 30.000$ en joyas y dinero.